# Ennarea
Ennarea, también conocida como E(n)narya o In(n)arya (Gonga: Hinnario), fue un reino de la región de Gibe en lo que hoy es Etiopía occidental. Se independizó del reino de Damot en el siglo XIV y sería el reino más poderoso de la región hasta su declive en el siglo XVII. Al estar situado en la periferia sudoccidental del Imperio Etíope, Ennarea fue su afluente durante gran parte de su historia, suministrando al emperador oro y esclavos. La culminación de esta relación fue la cristianización de la élite de Ennarea a finales de la década de 1580. A partir de finales del siglo XVI, el reino se vio sometido a una creciente presión por parte de los oromos, que finalmente conquistaron Ennarea alrededor de 1710.
Lo que se conoce de Ennarea proviene en su mayor parte de tradiciones orales, así como de algunas fuentes escritas extranjeras; no tenía ninguna tradición de alfabetización indígena.

## Historia
Según las tradiciones orales, el clan real ennareano, el Hinnare Bushasho, se originó en el norte de Etiopía antes de establecerse en la región de Gibe. Se dice que en el siglo IX el rey aksumita Digna-Jan dirigió una campaña en Innarya, acompañado de "150 sacerdotes que llevaban 60 tabletas consagradas (tabot)".
En el siglo XIII, se registró que Ennarea era una provincia de los Motalami de Damot, un reino al sur del Nilo Azul. Un documento de principios del siglo XIX sobre la historia temprana de Damot y Ennarea atestigua una unión política de estos dos reinos.

### Ascenso y cúspide de poder
Parece que desde finales del siglo XIV (más o menos en la misma época en que se fundó Kaffa en el sur) Ennarea obtuvo una independencia nominal de su vecino del norte, aunque permaneció en estrecho contacto con él. Aunque Damot fue pronto anexionado por el Imperio Etíope, Ennarea se convirtió en el reino más importante del sur no musulmán, sustituyendo a Damot como una de las mayores minas de oro y de esclavos y degradando a Kaffa y Bosa a sus afluentes. Por el reinado de Yeshaq I (principios del siglo XV) se atestigua que Ennarea fue un afluente del imperio, aunque parece probable que ya lo fuera desde las campañas del emperador Amda Seyon 100 años antes. En una canción dedicada a Yeshaq se afirma que Ennarea tuvo que pagar un tributo al imperio en forma de oro, esclavos y ganado.

### Declive, caída y repercusiones.

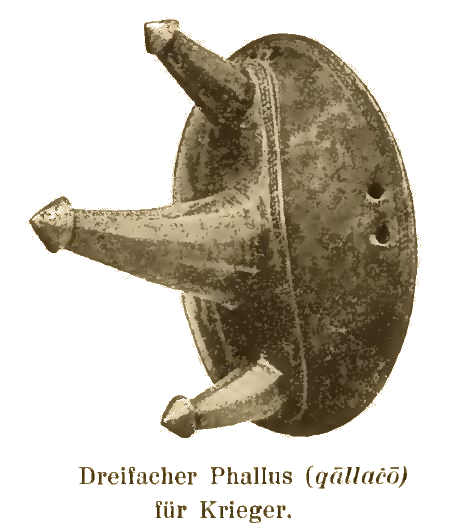
Un tocado de guerrero de Kaffa, que data del. En el mismo período Kaffa tomó el control de Ennarea.

Entre 1578 y 1586, los Borana Oromo invadieron la región de Gibe, conquistando finalmente el territorio desde los alrededores de Ennarea hasta el Nilo Azul. Durante este período de guerra los Oromo formaron una nueva federación, conocida como Sadacha. Fue la Sadacha la que continuaría haciendo la guerra contra Ennarea durante los siguientes 130 años. En 1588 los Oromo invadieron Ennarea. Probablemente fue esta invasión la que desencadenó el deseo de los ennareos de convertirse al cristianismo. En el mismo año, el emperador Sarsa Dengel empujó al sur del Nilo, a Ennarea, para traer el cristianismo. Aunque Ennarea perdió las tierras entre el río Gibe principal y Gibe Ennarea debido a otro ataque de los Sadachas en 1594, consiguió expandirse hacia el norte.
En el siglo XVII, Ennarea decayó, ya que los oromos debilitaron su economía al aislarla del imperio etíope. Finalmente, a mediados del siglo XVII, el clan real de Kaffa tomó el poder en Ennarea. Así, Kaffa, pero también Sheka, se independizó de Ennarea. En 1704, una expedición liderada por el emperador Iyasu I llegó al reino, donde se enfrentó a una guerra civil entre dos reclamantes del trono. Parece que la expedición de Iyasu tuvo éxito en hacer retroceder a Kaffa hacia el sur hasta el río Gojeb. Seis años más tarde, bajo el gobierno de Shisafotchi, Ennarea fue finalmente invadida por la Sadacha.
Después de la caída del reino, Shisafotchi lideró un éxodo al sur del río Gojeb, hacia Kaffa. A principios del siglo XIX, este reino en el exilio de los ennareos había sido derrotado y vasallado por Kaffa, aunque sus reyes permanecieron en el cargo nominal hasta que los Amhara lideraron la unificación. La asimilación cultural, la esclavitud, las epidemias y la represión política hicieron que el pueblo ennario desapareciera en la historia. Mientras tanto, los asesinos oromos se asentaron en lo que una vez constituyó Ennarea, cambiaron su modo de producción del pastoreo a la agricultura y, a principios del siglo XIX, fundaron cinco reinos: Limmu-Ennarea, Jimma, Gera, Gomma y Gumma.

## Reino y consejo
La realeza de Ennarea era divina: el rey (Hinnare-tato) cenaba una vez al día, siempre detrás de una cortina y con su comida descansando en la espalda y los hombros de un esclavo. Probablemente también se sentaba detrás de una cortina cuando llegaba un visitante, comunicándose con él a través de un intermediario, el Afe Busho. Los reyes llevaban ricas joyas de oro, como un brazalete, una corona con una cruz en la parte superior, así como una proyección fálica en la parte delantera (posiblemente regalada por el emperador Sarsa Dengel en 1587) y dos piezas que representaban los dos sexos, simbolizando "la eterna fertilidad y prosperidad". La insignia real no dorada consistía en una bandera blanca-roja-negra (de izquierda a derecha), un paraguas y diversos instrumentos musicales. La mayoría de los reyes procedían del clan Hinnaro Bushasho, aunque parecía estar dividido en dos grupos o linajes: uno nativo y otro que reivindicaba un origen norteño, quizás Amhara o Tigre. Estos últimos se consideraban generalmente superiores a los primeros. Los reyes tenían dos residencias: una en Yadare y otra en Gowi.
Sin embargo, el verdadero asiento del poder en Ennarea no descansaba en el rey, sino en el consejo, el Mikretcho. Una decisión del Mikretcho era absoluta y no podía ser vetada por el rey. También fueron ellos quienes decidieron qué príncipe se convertiría en el próximo rey. El consejo estaba formado por los siguientes titulares: el Bushashe-rasha (probablemente dos hermanos del rey actual, que hablaban en su nombre en las reuniones del consejo), el Hinnare-katemerasha (representante real y líder en la guerra), el Awa-rasha (portavoz del rey), el Barta-rasha (probablemente tenía una función religiosa) y el Gutchi-rasha (observador de la trata de esclavos de Ennarea). También se afirma que el Atche-rasha (responsable de los tesoros reales) formaba parte del consejo, aunque esto no es seguro.

## Economía
Ennarea era "un rico estado esclavista, completamente explotado de sus recursos naturales y humanos para el beneficio de los señores extranjeros". Las exportaciones de Ennarea se centraron principalmente en los esclavos y el oro. Su oro ya se mencionó en el siglo XIV y se registró como de una calidad extraordinaria. Evidentemente, los emperadores etíopes tenían mucho interés en mantener a los viajeros europeos lejos de Ennarea, ya que temían por su monopolio del oro.
En lo que respecta a la horticultura, los ennareos, al igual que el resto de los gonga, cultivaban la ensete, o "falsa planta de banana". No solo se consumía, sino que también se utilizaba para fabricar juguetes y ropa. Junto a la ensete, todos los Gonga cultivaban varias especies de patatas, ñame negro y tef. Se ha registrado que las calabazas fueron introducidas por los oromo.

## Religión

### Cristianismo
Sigue siendo desconocido cuándo y cómo el cristianismo echó raíces en Ennarea. La influencia cristiana puede asumirse desde el siglo IX, con la expedición acompañada de sacerdotes de Digna-Jan. A finales del siglo XIV se dice que un misionero cristiano fue enviado a Ennarea. Sin embargo, no fue hasta principios del siglo XVI cuando se registró una comunidad cristiana que prosperó dentro del reino.
Durante el reinado del rey La'Ashohni (c. 1570-1580), del que se dice que "amaba la religión cristiana", se envió una solicitud de bautismo a la corte imperial que, sin embargo, fue rechazada, ya que los súbditos cristianos tenían que pagar un tributo considerablemente menor que los paganos. La solicitud fue repetida por su hijo Badancho. Esta vez el emperador aceptó la petición (aunque sobre todo para tener un estado tapón cristiano contra las fuerzas invasoras oromo). Después de la conversión, Badancho intentó difundir el cristianismo entre sus súbditos no solo construyendo muchas iglesias, sino también ofreciendo preciosos regalos a cada uno de los convertidos. Se esperaba que un gran número de personas se convirtieran, pero esta edad de oro del cristianismo fue solo por un corto período: solo unas décadas más tarde, durante el reinado del emperador Susenyos, se registró que el cristianismo ennárico había "decaído mucho". Para contrarrestar este hecho, Susenyos, que era católico, envió un gran número de sacerdotes a Ennarea. Tal vez fue bajo su mando cuando el catolicismo se introdujo en la región. El Rey Emana Krestos (r. c. 1630-1640) fue registrado como un "muy buen católico", pero no está claro si los sucesivos monarcas de Ennarea eran católicos u ortodoxos. Lo que parece claro, sin embargo, es el hecho de que solo la nobleza siguió siendo cristiana en general, con su religión funcionando como una especie de estatus de élite, mientras que la gente común se aferró al paganismo. Ennarea probablemente jugó el papel de filtro de las influencias cristianas del norte sobre los otros pueblos Gonga, especialmente Kaffa y Seka.

### Islam
El Islam probablemente solo tenía una relevancia limitada en la región antes de 1710, aunque se mencionó que los musulmanes vivían en Ennarea en la época del rey Benero.